# الشركة التونسية لصناعة السيارات
الشركة التونسية لصناعة السيارات (بالفرنسية: Société Tunisienne d'Industrie Automobile أو اختصارًا STIA)‏ شركة حكومية تونسية، تأسست في 30 مارس 1961. تقوم الشركة بتركيب السيارات وصناعة هياكل الحافلات.
بلغ مجموع أرباحها 114 مليون دينار تونسي عام 2002. يبلغ رأس مالها 20 مليون دينار تونسي ويعمل في الشركة 750 عاملا. تعمل الشركة لحساب شركات عالمية كإيفيكو الإيطالية ومرسيدس الألمانية ورينو الفرنسية.